# Samir Benfarès
Samir Benfarès (né le 6 juin 1968 à Nanterre) est un athlète français, spécialiste des courses de demi-fond.

## Biographie
Samir Benfares est né le 6 juin 1968 à Nanterre. Il débute dans l’athlétisme en 1985 à l’âge de 17 ans et se spécialise dans le demi-fond, plus spécifiquement le 800m. Dans la même année, Samir Benfares devient recordman de France sur 800m en 1’50“2.
L’année qui suit, en parallèle de son bac C qu’il obtient avec mention très bien, il réalise 1’48“7, et obtient ainsi sa première sélection en équipe de France. En 1985, pour les championnats de France de 800m, il devient vice-champion de France à Montgeron. Il est sélectionné pour les Championnats du Monde junior à Athènes en Grèce en 1986 où il devient demi-finaliste sur 800m et dans cette même année il arrive 5e aux championnats  de France qui se tiennent à Montgeron.
En 1987, alors qu’il est junior 2, Samir Benfares devient champion de France sur 800m avec un record de 1’48“2 (à Fontainebleau). Il est sélectionné au Match international (France- Espagne- Italie) à Besançon en France où il termine 2e. Puis il participe aux championnats d’Europe unior à Birmingham où il finit 5e en finale.
En 1988, il est vice-champion de France élite à Tours. En même temps, Samir Benfares est en prépa math sup à Paris jusqu’en 1989. En parallèle de ses études d’architecte-ingénieur dans l’école ESTP à Paris, Samir obtient sa première sélection en équipe de France A pour un match international à Bercy en France (France- République fédérale d'Allemagne- République démocratique allemande- Espagne- Italie- URS) sur 800m en 1990. Il termine 6e.
Il est sélectionné pour les Jeux méditerranéens de 1993 à Narbonne en France sur 1500m où il finit 9e. Dans cette même année il est sélectionné pour un match international à Bondoufle en France (France- Finlande- Italie) sur 1500m où il finit 2e, également en 1993, il est vice-champion de France sur 1500m à Annecy. En 1993, Samir Benfares obtient son diplôme d’Ingénieur en Génie Civil dans l’école ESTP.
En 1994, Samir Benfares réalise trois sélections en équipe de France A dans la même année, il est sélectionné pour la Coupe d’Europe à Birmingham sur 1500m où il finit 4e puis il participe aux championnats d’Europe où il termine 7e en série et enfin il est sélectionné pour un match international à Cagliari (France- Italie- Ukraine) sur 1500m où il gagne la course. Dans cette même année Samir Benfares est sacré champion de France élite sur 1500m.
Samir Benfares devient champion de France élite en 1995 sur 1500m et établit le nouveau record de France des championnats sur 1500m à Paris Charléty qui est encore aujourd’hui actuel. Dans la même année, Samir Benfares termine 11e des championnats du monde en Suède sur 1500m puis il est sélectionné à un match international sur la même distance (France- Italie- Ukraine) à Cannes où il finit 2e.
En 1996, il est 3e aux championnats de France élite à Evry-Bondoufle sur 1500m. Samir Benfares réalise sa première sélection en cross en 1997 pour les championnats du monde à Turin et finit 197e.
En 1997, il arrive 9e aux championnats de France de Cross élite à La Courneuve. En 1998, il est vice-champions de 1500m élite à Dijon. En 1999, il est sélectionné pour un match qui s’est déroulé à Ashford (Grande Bretagne/France). Ensuite en 2000, il arrive 3e au championnat de France de cross et fait également dans cette même année les championnats du monde de cross court en Portugal, où il arrive 93e. En 2001, il arrive 3e au championnat de France de cross et pour clôturer sa carrière de sportif de haut niveau, il court en Belgique les championnats du monde de cross court et il arrive 33e.

### Palmarès
- Championnats de France d'athlétisme :
  - 2 fois vainqueur du 1 500 m en 1994 et 1995.
  - Vainqueur du 800 m junior en 1987 et vice-champion de France cadet en 1985
  - Vice-champion de France en 1988 sur 800 m et 1993 sur 1 500 m

### Records
| Épreuve | Performance    | Lieu        | Date |
| ------- | -------------- | ----------- | ---- |
| 1 500 m | 3 min 35 s 99  | Rieti       | 1994 |
| 800 m   | 1 min 47 s 26  | Saint-denis | 1989 |
| 3 000 m | 7 min 56 s 99  | Helsinki    | 2001 |
| 5 000 m | 14 min 13 s 81 | Nuremberg   | 2001 |